# Поситос (Мексика)
Поситос (исп. Pocitos) — небольшой город в центральной части Мексики, на территории штата Агуаскальентес. Входит в состав муниципалитета Агуаскальентес.

## Географическое положение
Поситос расположен на юге штата, на правом берегу реки Сан-Педро, к западу от города Агуаскальентес. Абсолютная высота — 1861 метр над уровнем моря.

## Население
По данным переписи 2010 года, численность населения Поситоса составляла 5169 человек. Динамика численности населения города по годам:
| 2000 | 2005 | 2010 |
| ---- | ---- | ---- |
| 3568 | 3900 | 5169 |